# Gierman Tarasow
Gierman Fiodorowicz Tarasow (ros. Ге́рман Фёдорович Тара́сов, ur. 16 marca?/29 marca 1906 we wsi Mokrousowskoje w guberni tobolskiej, zm. 19 października 1944 k. Kisújszállás) – radziecki dowódca wojskowy, generał major.

## Życiorys
W 1925 wstąpił do Armii Czerwonej, od 1927 służył w wojskach pogranicznych OGPU/NKWD ZSRR, 1931 skończył szkołę piechoty, a 1937 Akademię Wojskową im. Frunzego. W 1927 został dowódcą plutonu, później komendantem szkoły pułkowej, w 1937 szefem sztabu oddziału pogranicznego, następnie szefem oddziału wydziału Zarządu Wojsk Pogranicznych NKWD ZSRR. Od 1940 do ataku Niemiec na ZSRR był szefem sztabu zabajkalskiego oddziału pogranicznego, następnie dowódcą 249 Dywizji Piechoty/16 Gwardyjskiej Dywizji Piechoty, z którą uczestniczył w operacji wiaziemskiej, kalinińskiej i toporiecko-chołmskiej, 15 lipca 1941 otrzymał stopień generała majora. W kwietniu-maju 1942 dowodził grupą operacyjną wojsk 39 Armii, od maja do grudnia 1942 dowodził 41 Armią, od grudnia 1942 do kwietnia 1943 70 Armią, a w kwietniu 1943 24 Armią. Od kwietnia do listopada 1943 był zastępcą dowódcy 24 Armii/4 Gwardyjskiej Armii, w listopadzie-grudniu 1943 zastępcą dowódcy 7 Gwardyjskiej Armii, następnie dowódcą 53 Armii. Zginął w czasie bombardowania Kisújszállás. Został pochowany w Kotowsku.

## Odznaczenia
- Order Lenina
- Order Czerwonego Sztandaru
- Order Bohdana Chmielnickiego I klasy
- Order Wojny Ojczyźnianej I klasy
- Order Czerwonej Gwiazdy (dwukrotnie)
- Order Michała Walecznego (Rumunia)